# NGC 5875
NGC 5875 је спирална галаксија у сазвежђу Волар која се налази на NGC листи објеката дубоког неба.
Деклинација објекта је + 52° 31' 41" а ректасцензија 15h 9m 13,1s. Привидна величина (магнитуда) објекта NGC 5875 износи 12,5 а фотографска магнитуда 13,3. Налази се на удаљености од 44,103 милиона парсека од Сунца. NGC 5875 је још познат и под ознакама UGC 9745, MCG 9-25-27, CGCG 274-27, IRAS 15077+5243, PGC 54095.